# منتخب أنغولا لكرة القدم
منتخب أنغولا لكرة القدم هو ممثل أنغولا الرسمي في رياضة كرة القدم، يشرف عليه الاتحاد الأنغولي لكرة القدم وتصنيفه العالمي 137.

## نبذة عامة
تأسس الاتحاد الأنغولي لكرة القدم في العام 1979، وانضم إلى الفيفا في العام 1980. شاركت أنغولا للمرة الأولى في نهائيات كأس العالم لكرة القدم 2006 في ألمانيا. أول مباراة دولية لأنغولا كانت في سنة 1977 ضد كوبا وانتهت بفوز أنغولا 1 - 0 وأكبر فوز في تاريخها كان ضد منتخب سوازيلند عام 2000 حيث فازت أنغولا 7 - 1 وأكبر هزيمة كانت في مباراتها مع البرتغال عام 1989 حيث خسرت أنغولا 0 - 6.

## المشاركة في كأس الأمم الأفريقية
وصل المنتخب الأنغولي إلى بطولة كأس الأمم الأفريقية في سبع مناسبات في الأعوام 1996 ، 1998 ، 2006 ، 2008 ، 2010 ، 2012 ، 2013. وكان أفضل إنجازاته وصوله إلى ربع النهائي في كأس الأمم الأفريقية لكرة القدم 2008 في غانا وكذلك وصوله إلى ربع النهائي في كأس الأمم الأفريقية لكرة القدم 2010 في أنغولا وهي المرة الوحيدة التي استضافت فيها البطولة.
| السنة | المركز   | السنة | المركز   | السنة | المركز        | السنة | المركز        |
| ----- | -------- | ----- | -------- | ----- | ------------- | ----- | ------------- |
| 1957  | لم يشارك | 1976  | لم يشارك | 1994  | لم يتأهل      | 2012  | الجولة الأولى |
| 1959  | لم يشارك | 1978  | لم يشارك | 1996  | الجولة الأولى | 2013  | الجولة الأولى |
| 1962  | لم يشارك | 1980  | لم يشارك | 1998  | الجولة الأولى | 2015  | لم يتأهل      |
| 1963  | لم يشارك | 1982  | لم يتأهل | 2000  | لم يتأهل      | 2017  | لم يتأهل      |
| 1965  | لم يشارك | 1984  | لم يتأهل | 2002  | لم يتأهل      |       |               |
| 1968  | لم يشارك | 1986  | لم يشارك | 2004  | لم يتأهل      |       |               |
| 1970  | لم يشارك | 1988  | لم يتأهل | 2006  | الجولة الأولى |       |               |
| 1972  | لم يشارك | 1990  | لم يتأهل | 2008  | ربع النهائي   |       |               |
| 1974  | لم يشارك | 1992  | لم يتأهل | 2010  | ربع النهائي   |       |               |

## المشاركة الدولية
تأهلت أنغولا للنهائيات بعد تصدرها المجموعة القوية التي وقع بها في التصفيات المؤهلة لكأس العالم. وكانت هذه المجموعة تضم واحدا من أكبر المنتخبات الأفريقية ألا وهو منتخب نيجيريا. مدرب الفريق هو لويس أوليفيرا كونسالفيش الذي قام بتحويل منتخب أنغولا إلى فريق قوي دفاعيا الأمر الذي قد يسبب صدمة بالغة للفرق التي ستواجه أنغولا في نهائيات كأس العالم.

## أهم اللاعبين
يعتبر فابريس أكوا من مواليد 1977 من النجوم المهمين في الفريق وهو يلعب في الدوري القطري في صفوف نادي قطر بعد أن لعب سابقاً لنادي الاتحاد، قبل انضمامه للدوري القطري، لعب أكوا في الدوري البرتغالي في صفوف ناديي ألفيركا وبنفيكا، وهو كابتن الفريق وتم اختياره أفضل رياضي في أنغولا لعام 2005. واللاعب بيدرو مونتوراس الذي يلعب بصورة محترفة مع نادي بنفيكا البرتغالي. كابتن الفريق هو المهاجم فابريس أكوا الذي تم اختياره كأفضل رياضي في أنغولا لعام 2005.
تبرز أيضا أسماء مهمة للاعبين في المنتخب الأنغولي مثل جيلبرتو وفلافيو صاحب التتويج الأكثر مع منتخبه والهداف الثاني في تاريخه.

## وصلات خارجية
- قائمة بيانات المنتخب من الموقع الرسمي للفيفا باللغة العربية
- سجل مباريات منتخب أنغولا لكرة القدم